# Fernandezia nigrosignata
Fernandezia nigrosignata är en orkidéart som först beskrevs av Friedrich Fritz Wilhelm Ludwig Kraenzlin, och fick sitt nu gällande namn av Leslie Andrew Garay och Galfrid Clement Keyworth Dunsterville. Fernandezia nigrosignata ingår i släktet Fernandezia och familjen orkidéer. Inga underarter finns listade i Catalogue of Life.